# 山东大学
山东大学（英語：Shandong University），简称山大，前身是1901年成立的山东大学堂，现山东大学由原山东大学、山东医科大学、山东工业大学三校于2000年合并组建。现有4所直属附属医院，15所非隶属附属医院，拥有在职教职工7493人（不含附属医院），各类全日制学生7万余人。学校汇聚了一大批人才，另有各类科研机构和研究平台。山东大学规模宏大，总占地面积8000余亩，分布于山东省内济南6个校区、威海1个校区、青岛1个校区，形成了一校三地的办学格局。
山东大学是中华人民共和国排名前列的高校之一，是双一流A类和原985工程、原211工程国家重点建设大学。山东大学是中国目前学科门类最齐全的大学之一，在综合性大学中具有代表性，涵盖除军事学以外的所有学科门类。至2024年，山东大学有20个学科进入ESI世界排名前1%，5个学科进入ESI前1‰，同时还与30多个国家和地区的200余所学校签署了校际合作协议。

## 校史沿革

### 官立山东大学堂

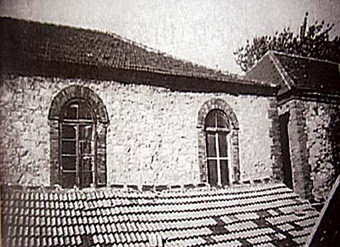
泺源书院的历史照片

官立山东大学堂的前身为建于清雍正十一年（1733年）的泺源书院，由当时的山东巡抚岳睿在白雪书院的基础上迁址改建而成，并定为省会书院，其旧址位于今泉城路原省统计局一带，一些著名学者如毕沅、桑调元、沈起元、何绍基、匡源、王之翰、刘耀春、朱学笃、缪荃孙等曾在此讲学任教。

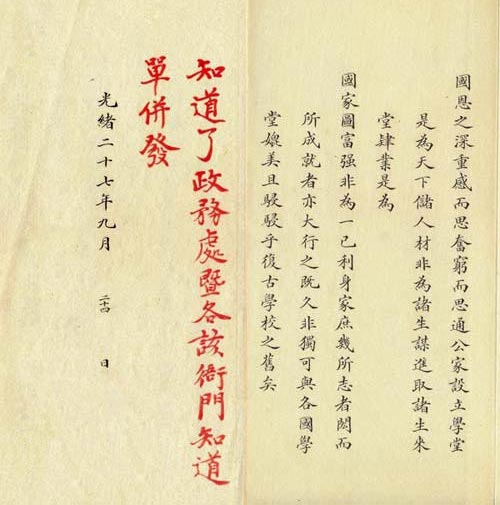
1901年的《山东大学堂章程》，左为光绪朱批

1901年，光绪帝施行新政，下令全国各地的书院分别改作大中小学堂。正在家休假的山东巡抚袁世凯遂上奏申请在山东创办大学堂，并拟定了《山东大学堂章程》。十月，朝廷照准在泺源书院内创建官立山东大学堂，首任校长唐绍仪，第一批招收新生300名。这也是各省最早兴办的大学堂。

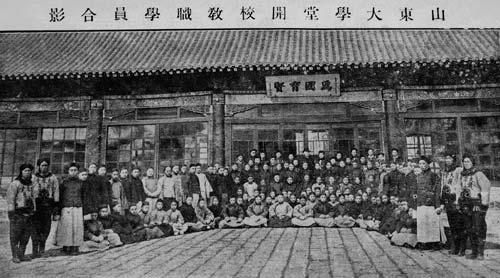
山东大学堂开校教职学员合影

1904年，在济南杆石桥路北购置了140多亩地，修建了校舍和操场，同年冬季迁入新址，并改称山东高等学堂。在“藩库税契项”下拨白银8万两，作为常年经费。学生分为正科一、二、三类，学制三年。1906年将正斋、备斋改称预科。1910年增设附属中学。1911年又改称山东高等学校，把高等正科作为大学预科。1912年被北洋政府要求停辦，1914年，正式停办'，师生转入山东省立法政、工业、农业、商业、矿业、医学6个专门学校。山东大学堂历时共13年。

### 省立山东大学
1926年，济南的6个专门学校合并，成立省立山东大学。山东省教育厅长王寿彭任校长。

### 青岛时期
1928年8月在北伐军攻占济南后，国民政府准备将省立山东大学改为国立山东大学，并组织专人从事筹备工作。后经蔡元培提议，将国立山东大学设于青岛，在原私立青岛大学（1924年建立）的基础上成立国立青岛大学。1930年9月21日，国立青岛大学正式成立，杨振声任校长，1932年称国立山东大学。这段时期，学校聘请了老舍、洪深、闻一多、沈从文、梁实秋、王淦昌、童第周等名流学者。

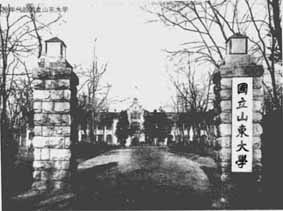
建于青岛的国立山东大学校门

### 停办与复校
1937年7月7日，卢沟桥事变爆發。7月29日，北平沦陷。30日，天津沦陷。华北陷入危局。8月14日，日军在青岛制造“八一四”事件，一时间胶东半岛阴云密布。此时，在青岛的国立山东大学正值暑假，校方面對迫在眉睫的战事举棋不定。国民政府教育部最初认为战争不会延长，主张各校原地待命，要求“全国各地各级学校暨其他文化机关，务必镇静，以就地维持课务为原则”。然而，随着战争的进一步扩大，9月，教育部命国立山东大学迁往西安办学，但因為校務和韓复榘反對遲遲未能決定。10月2日，德州失守，日军进入山东，在省内辦學的條件喪失，校方宣布停課。11月，此时从青岛到西安的内迁路线已经非常危险，校方決定由青岛迁往安徽安庆，同時日本军队推进到了安徽省界，不得已再从安庆迁往武汉，1938年春节后到達四川万县，当部分教师和少量学生到达万县后，发现学校实际无人负责，处于名存实亡的状态。由于仪器设备并未运到，即使开学亦无法上课。1938年2月23日，教育部勒令山东大学就地停办，派秘书黄龙先到万县接收山东大学“校产”，教员分发国立编译馆担任临时编译工作，庶务人员就地解散，学生送入中央大学肄业，所有图书仪器借由中央大学等校使用。
抗戰結束後，1946年1月，国立山东大学接管于1939年4月日据期间在青岛建立的医学专门学校筹建医学院。设一个医疗专业不设系，学制六年，首届全国招生40名。1946年10月25日国立山东大学在青岛正式复校，赵太侔再任校长。

### 中共相关大学
1944年中国共产党华中局决定，在华中党校基础上，创办华中建设大学。校址设于苏皖边区的盱眙县新埔，1945年8月份学校迁清江市。
1945年8月，中共山东抗日人民政府在首府临沂，创办了山东大学（为了区别国立山东大学，称临沂山东大学）。1946年初，华中建设大学校长彭康，率领该校师生并入临沂山东大学。
1948年夏，中共华东局决定，以原临沂山东大学会同华中建设大学在潍县组建华东大学。

### 青岛合校
济南易手后，华东大学于11月迁入济南。1950年冬奉命迁青岛，1951年在青岛与山东大学合校。

### 1950年代院系调整
1952年夏，进行全国高等院校调整。山东大学根据中央教委部关于高等学校院系调整的方案，调整出去的院系有：
1. 政治系，迁至济南，组成山东政治学校，现为中共山东省委党校。
2. 艺术系戏剧组，迁至上海，与上海戏剧专科学校合并，组建成中央戏剧学院华东分院，现为上海戏剧学院。
3. 艺术系音乐、美术两组，迁至无锡，与上海美术专科学校、苏州美术专科学校合并，组建成华东艺术专科学校，现为南京艺术学院。
4. 工学院和土木系，和原山东工学院的土木、纺织系合并，组建成青岛工学院，后又迁至武汉与有关系科合并，成立武汉测绘学院，现为武汉测绘科技大学。
5. 工学院的机械、电机两系，迁至济南，调入原山东工学院，组建成新的山东工学院，后改为山东工业大学，现为山东大学千佛山校区。
6. 农学院的农艺、园艺、植物病虫害学三系，迁至济南，与原山东农学院合并，组建成新的山东农学院，现为山东农业大学。
7. 山东大学采矿系，哈尔滨工业大学采矿系、冶金系，大连工学院(电机系)并入东北工学院（现为东北大学）。
8. 山东大学理学院的地矿系迁至长春，与有关院校系科合并，组建成长春地质学院。

1954年至1958年， 山东大学调整出去的院系有：

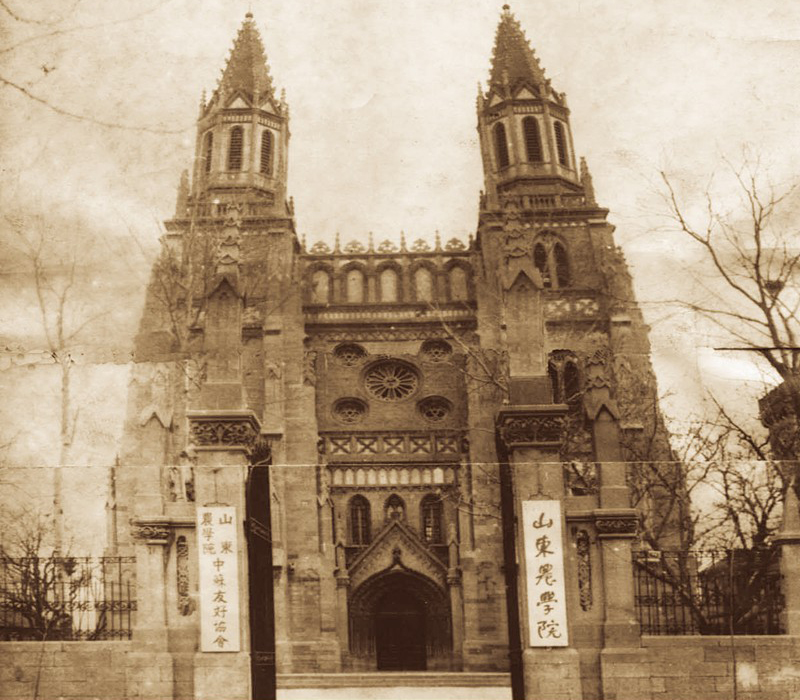
1950年-1958年间在济南洪家楼的山东农学院

1. 1954年，教育部拟改变高等学校的布局，指令由山东大学负责，在郑州筹建一所新的大学，由山东大学支援师资，现为郑州大学。
2. 山东大学医学院1956年独立，扩建为青岛医学院，现为青岛大学医学院。
3. 在1958年迁校济南时，海洋、水产和正筹建的地矿三系及部分数学，物理，化学，生物等系教师留在青岛，独立为山东海洋学院，现为中国海洋大学。
4. 在1958年迁校济南时，山东大学地质学留青成立山东地质学院。1962年，教育部撤销山东地质学院建制，其人员和设备并入山东海洋学院，即现在的中国海洋大学。

### 迁至济南
1958年10月，将近三分之二师资迁往济南，原校园、附属中学以及部分教师和海洋、水产和地矿三系留在青岛，形成同一所大学包含山东大学济南校区和山东大学青岛校区的办学局面。校长成仿吾，一直担任至1974年。
1959年-1960年，山东大学青岛校区整合厦门大学、复旦大学等国内其余海洋科研力量，成立山东海洋学院，后发展成为今天的中国海洋大学。
1967年，文革“造反派”将校名改为鲁迅大学，1970年复称山东大学。1970年夏-1973年，学校被山东省革命委员会分为山东大学（包括政治、中文、外文、历史四系和曲阜师范学院，在曲阜办学）、山东农学院（生物学系并入山东农学院，在泰安办学）和山东科学技术大学（包括校部机关和数学、物理、电子、化学、光学五系，在济南办学）三部分，至1974年初恢复原建制。

### 威海校区
1984年，山东大学在威海建立山东大学威海校区，2012年法人资格合并至山东大学，校内有时称“山东大学（威海）”。

### 三校合并
2000年7月22日，山东大学与山东工业大学、山东医科大学三校合并成为新的山东大学。

## 校区分布

### 山东大学系统

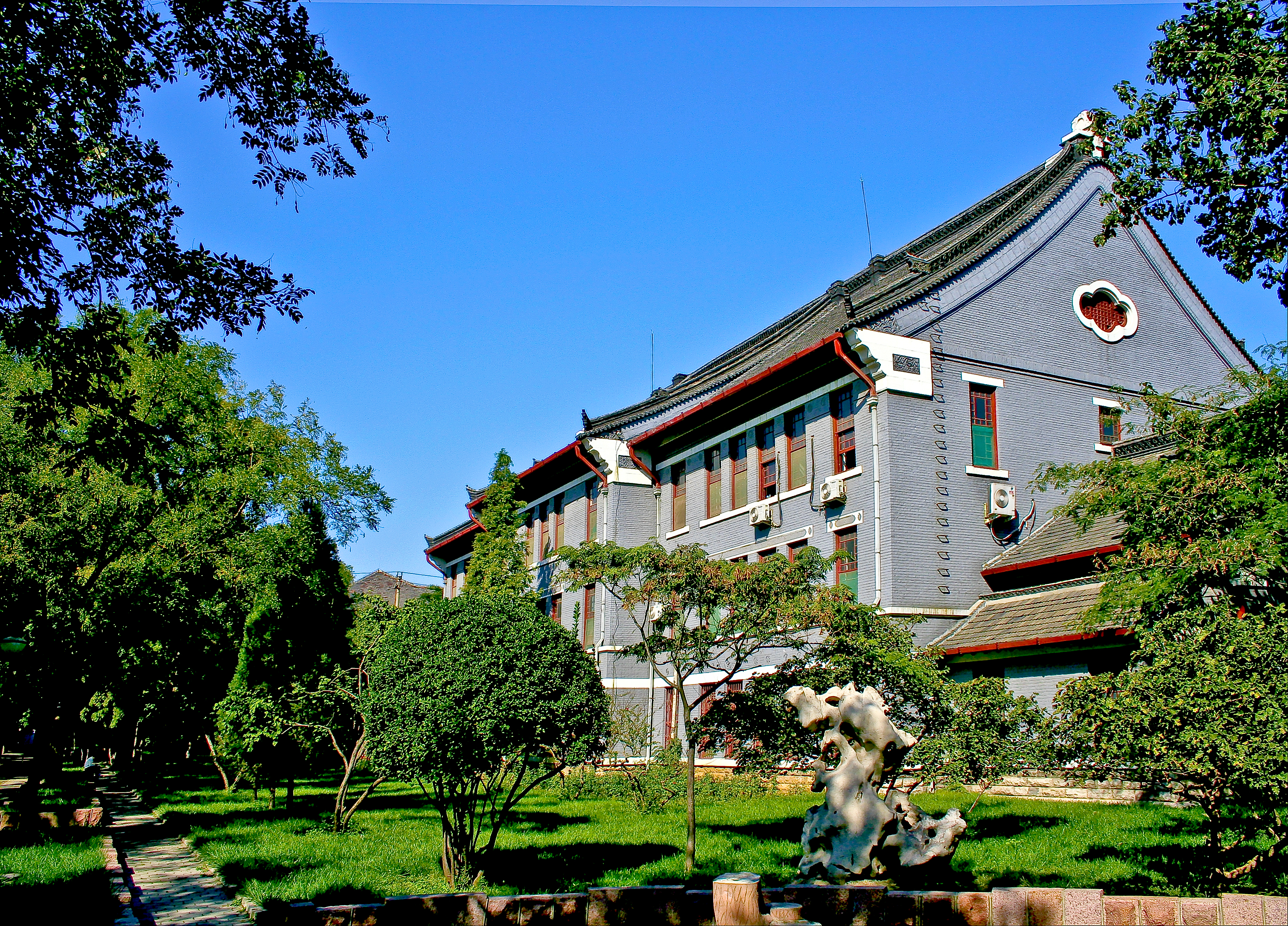
山东大学趵突泉校区
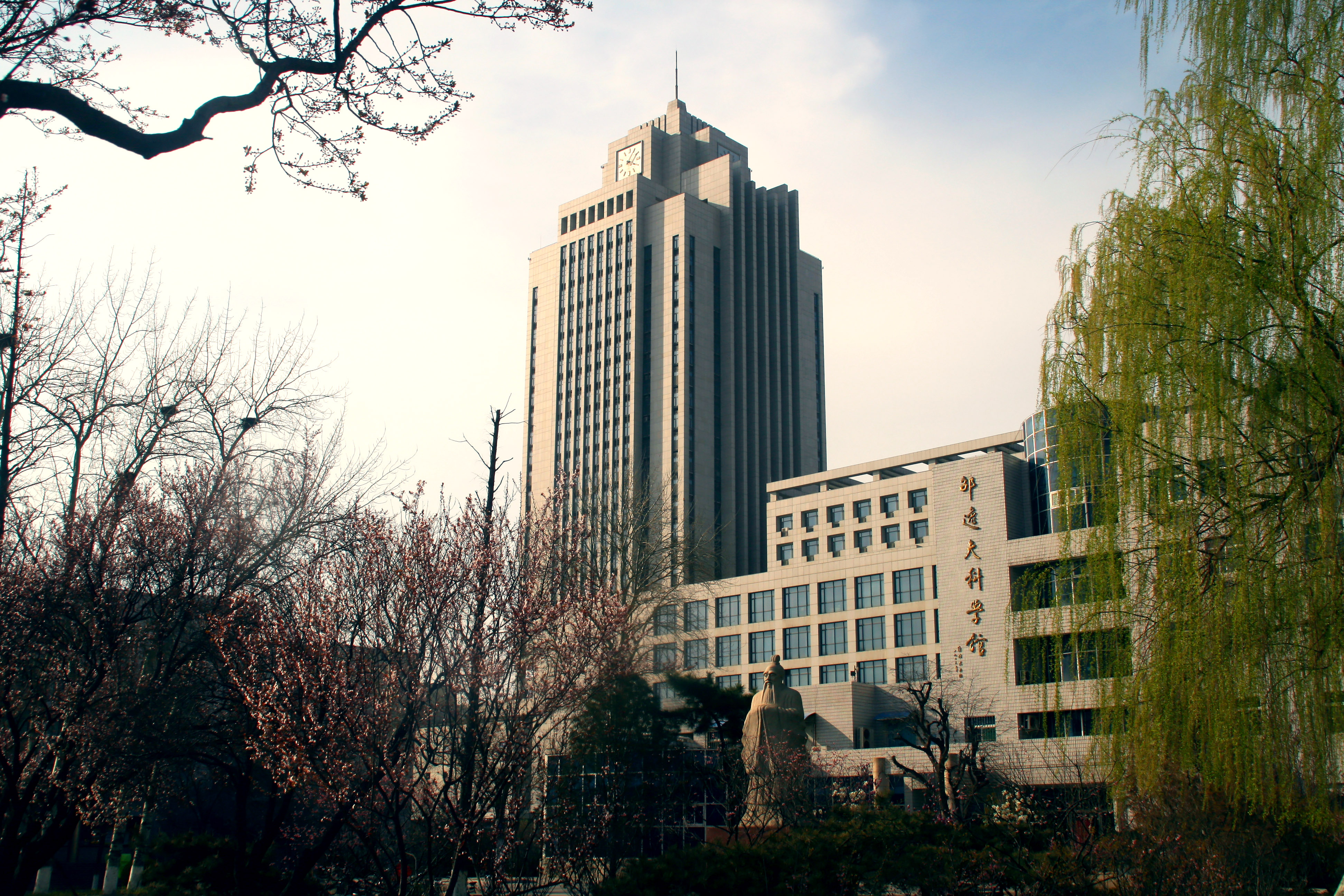
中心校区综合科研楼（知新楼）
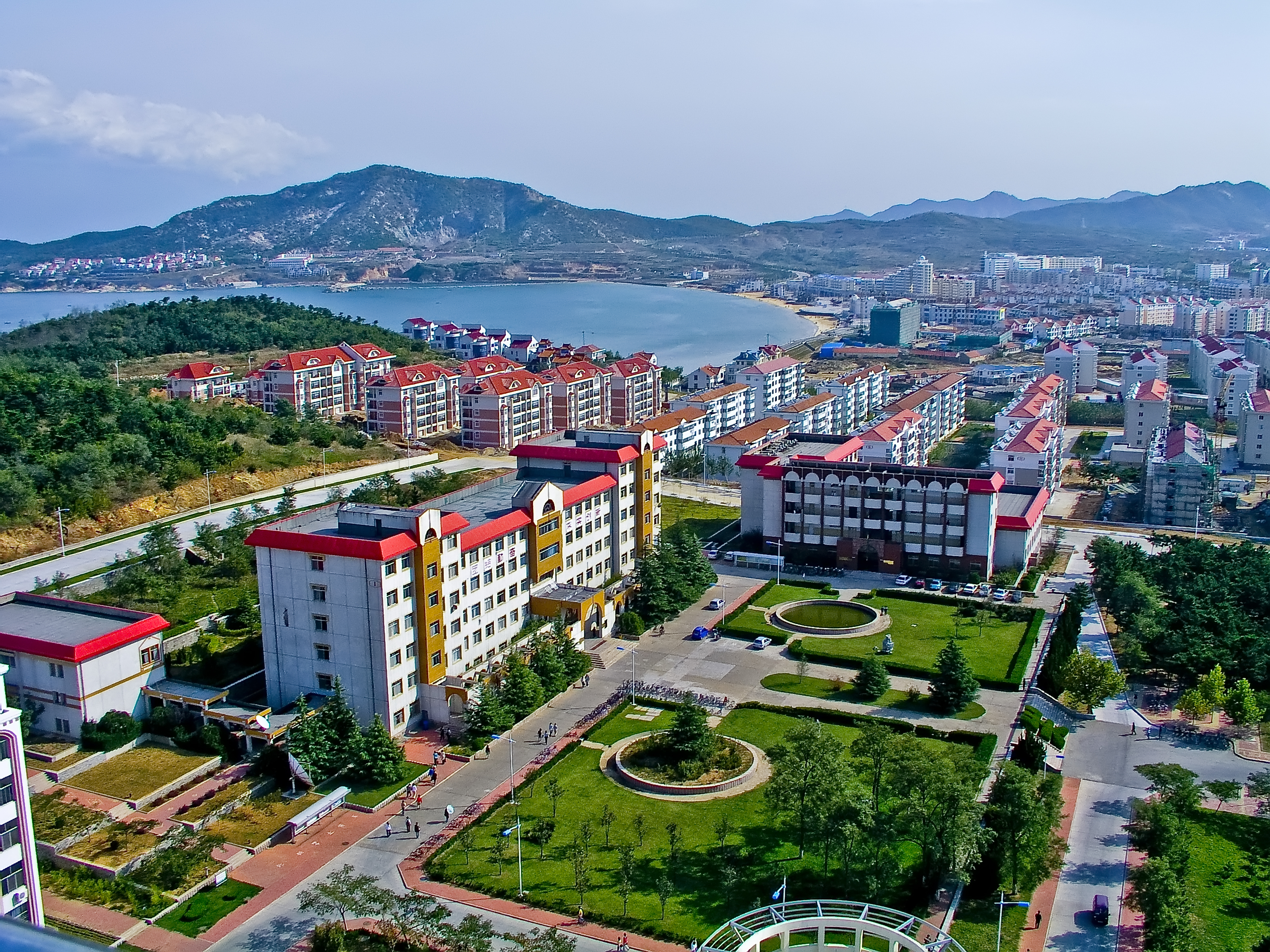
山大威海校区
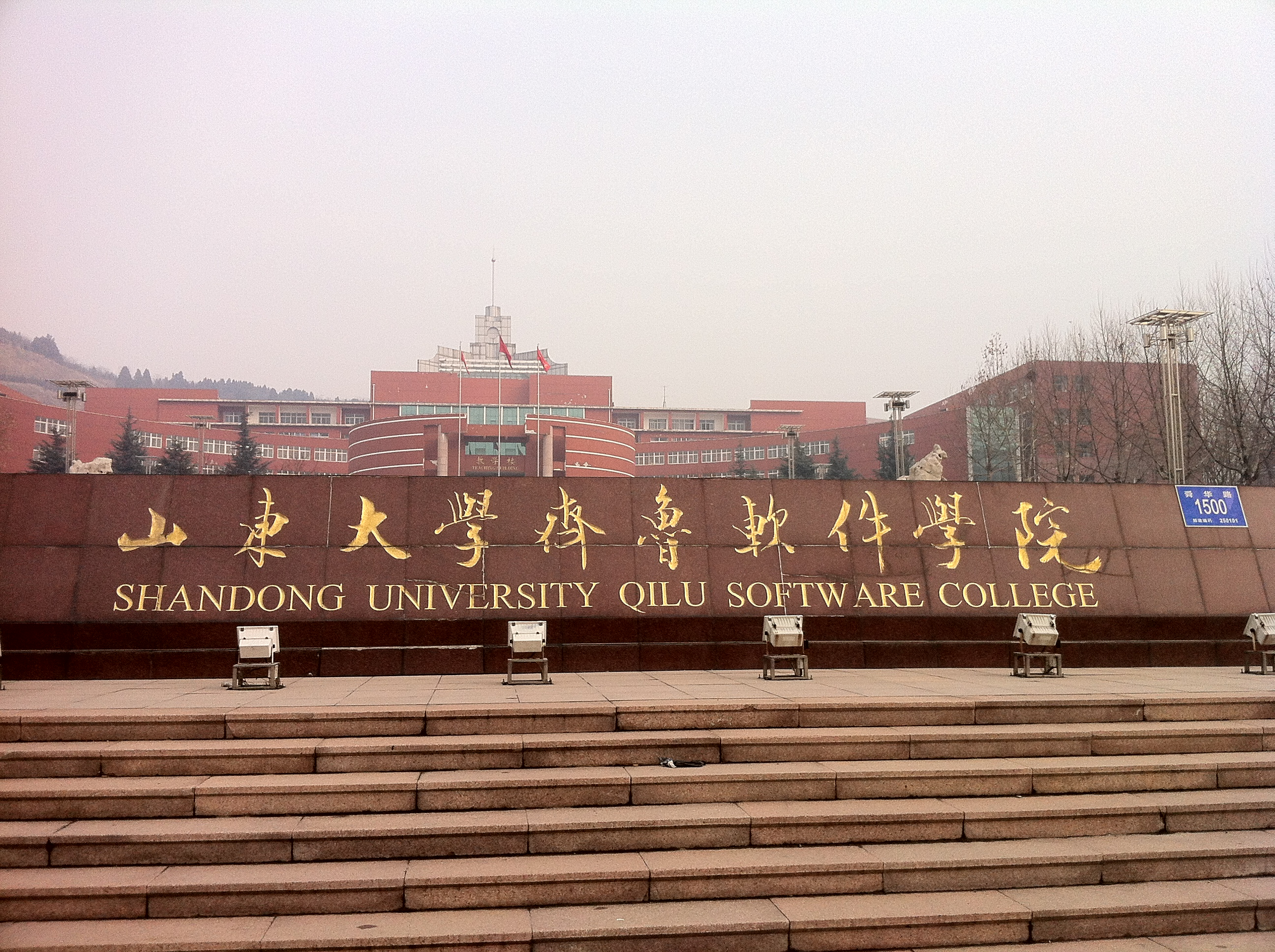
山东大学（软件园校区）

“山东大学系统”是山东大学实行的新创办模式。在济南的6个校区统称山大济南校区，加上威海校区和青岛校区，将形成一个完整的“山东大学系统”框架。
医学学科、人文学科以济南校区为主，工程技术类学科、基础学科和一些高端研究以青岛校区为主，空间学科、海洋学科和一些基础学科以威海校区为主，在学科布局上进行调整。但所有的资源均由全校统一配置、共享。管理体制是“统分结合，资源共享，各具特色，一体发展”，颁发统一的毕业证书和学位证书。各校区在山大的统一管理下，对各自的学科进行布局 ，从而提高办学质量。

### 济南校区
| 校区   | 学院 | 地址                                                                                   | 图片 |
| ------ | --- | -------------------------------------------------------------------------------------- | ---- |
| 中心   | 哲学与社会发展学院 经济学院 文学院 历史文化学院 数学学院 物理学院 化学与化工学院 管理学院 马克思主义学院 国际教育学院 经济研究中心 儒学高等研究院 外国语学院 晶体材料研究所 环境研究院 新闻传播学院 中泰证券金融研究院 | 济南市山大南路27号 邮编250199 36°40′18.64″N 117°3′14.34″E / 36.6718444°N 117.0539833°E |      |
| 洪家楼 | 外国语学院 艺术学院 | 济南市洪家楼5号 邮编250100 36°41′9″N 117°3′41″E / 36.68583°N 117.06139°E               |      |
| 趵突泉 | 基础医学院 医学融合与实践中心 公共卫生学院 口腔医学院 护理与康复学院 药学院 | 济南市文化西路44号 邮编250012 36°39′11″N 117°0′43″E / 36.65306°N 117.01194°E           |      |
| 千佛山 | 材料科学与工程学院 机械工程学院 控制科学与工程学院 能源与动力工程学院 电气工程学院 土建与水利学院 体育学院 | 济南市经十路17923号 邮编250061 36°39′2″N 117°1′2″E / 36.65056°N 117.01722°E            |      |
| 软件园 | 软件学院 微电子学院 山东大学中加合作办学项目 山东大学-南洋理工大学人工智能国际联合研究院 | 济南市舜华路中段 邮编250101 36°40′0″N 117°7′57″E / 36.66667°N 117.13250°E              |      |
| 兴隆山 | 材料科学与工程学院 机械工程学院 控制科学与工程学院 能源与动力工程学院 电气工程学院 土建与水利学院 齐鲁交通学院 | 济南市二环东路12550号 邮编250002 36°35′55″N 117°2′38″E / 36.59861°N 117.04389°E        |      |

### 威海校区
山东大学威海校区是山东大学在威海设立的一个校区。校区占地1600余亩。现有东北亚学院、翻译学院、 空间科学与物理学院、商学院、艺术学院、数学与统计学院、法学院、海洋学院、文化传播学院、 机电与信息工程学院、马克思主义学院、山东大学澳国立联合理学院12个学院。

### 青岛校区

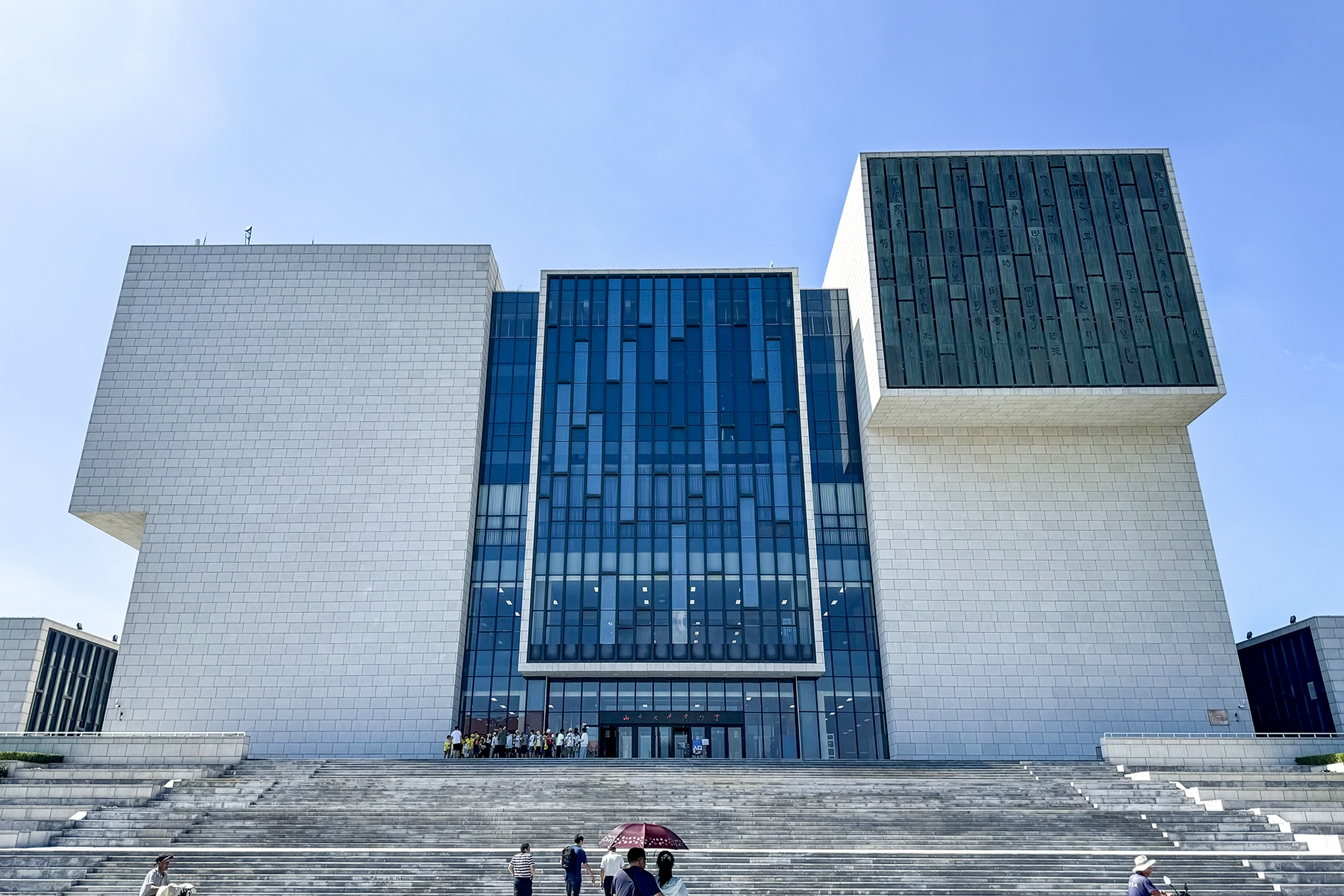
山东大学青岛校区博物馆

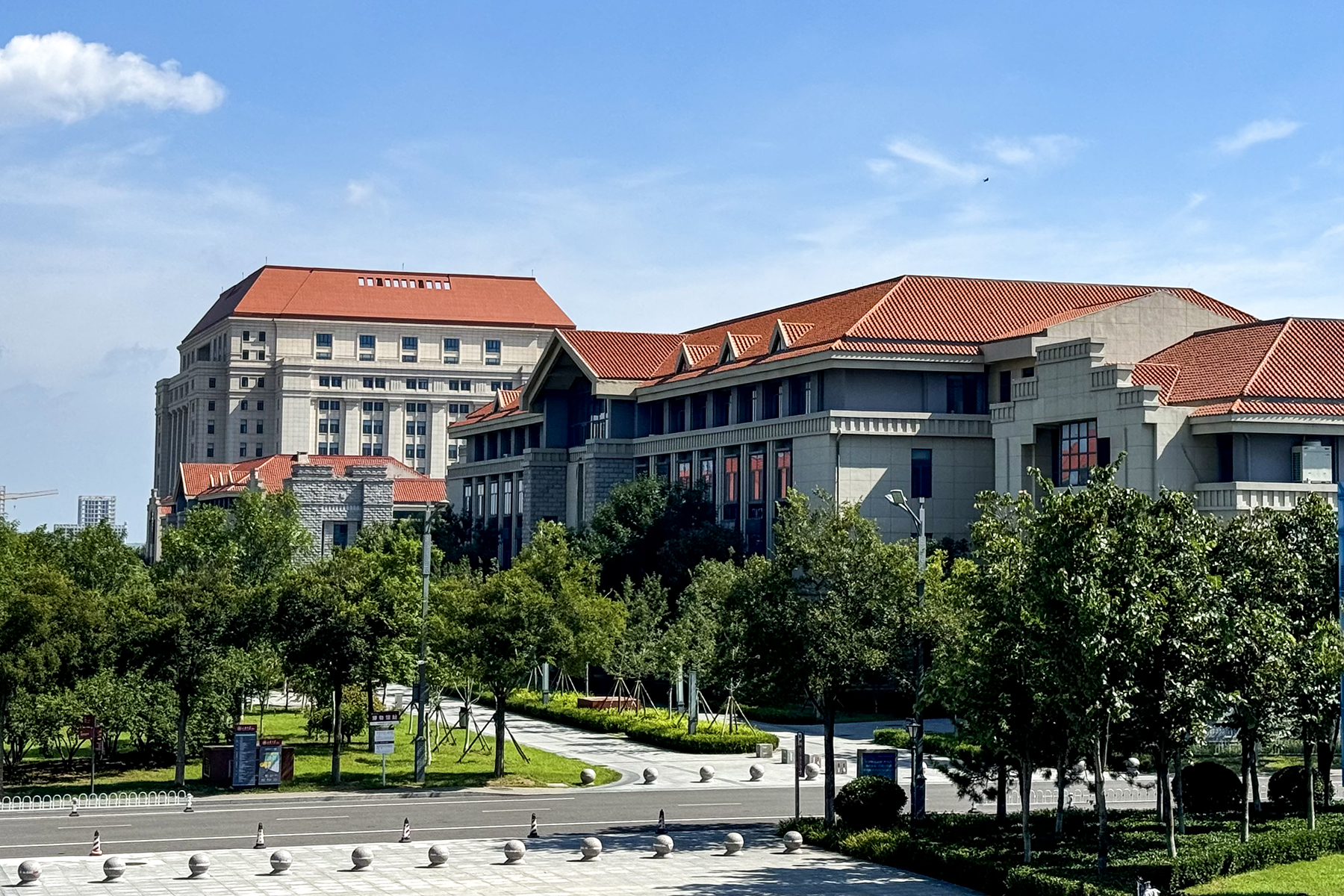
山东大学青岛校区

山东大学青岛校区坐落于青岛市即墨区鳌山卫街道，处于蓝色硅谷核心区。青岛校区校园规划总用地3000亩。现有政治学与公共管理学院、法学院、信息科学与工程学院、计算机科学与技术学院、生命科学学院、环境科学与工程学院、国际创新转化学院、网络空间安全学院8个学院，前沿交叉科学青岛研究院、人文社会科学青岛研究院、微生物技术研究院、环境研究院、海洋研究院、数学与交叉科学研究中心等主要研究机构。

## 科学研究

### 人才队伍
学校汇聚了一批杰出人才，共有专任教师4530人。其中，诺贝尔物理学奖获得者彼得·格林贝格受聘为特聘教授，研究生导师莫言教授荣获2012年诺贝尔文学奖。学校现有中国科学院和工程院院士(含双聘)19人,终身教授14人(其中已故6人)，“长江学者奖励计划”特聘教授40人、青年项目入选者12人；国家杰出青年科学基金获得者53人、优秀青年科学基金获得者37人；“万人计划”领军人才27人、青年拔尖人才12人；国家百千万人才工程入选者36人。

### 教学科研平台
学校拥有精良的教学科研平台，有一级学科国家重点学科2个（涵盖8个二级学科）、二级学科国家重点学科14个、二级学科国家重点培育学科3个，省级重点学科70个，覆盖文、理、工、医四大学科领域，实现了各学科的协调发展；有国家重点实验室、国家工程技术研究中心、国家工程实验室、国家工程技术推广中心等国家级科研平台7个，国家“111创新引智计划项目”6项，国家级人才培养基地6个，教育部人文社会科学重点研究基地4个，教育部、卫生部重点实验室及工程技术研究中心21个，另有大批省级重点实验室和工程技术研究中心。
| 国家重点实验室 | 国家重点实验室           | 国家重点实验室 | 国家重点实验室 | 国家重点实验室 |
| 实验室代码     | 实验室名称               | 主管部门       | 领域           | 其他组建单位   |
| -------------- | ------------------------ | -------------- | -------------- | -------------- |
| 1984DA105056   | 晶体材料国家重点实验室   | 教育部         | 材料           | 无             |
| 1991DA105424   | 微生物技术国家重点实验室 | 教育部         | 生命           | 无             |

### 学科建设
山东大学是中国目前学科门类最齐全的大学之一。本科生和研究生层次教育涉及哲学、经济学、法学、教育学、文学、历史学、理学、工学、农学、医学、管理学、艺术学等12大学科门类涵盖除军事学以外的所有学科门类。目前有20个学科的学术影响力和贡献能力进入ESI世界排名前1%，7个学科进入ESI前1‰
山东大学拥有博士学位授权点49个，硕士学位授权点54个，本科招生专业100个，博士后科研流动站45个，形成了结构完整、实力雄厚、独具特色的人才培养体系。
在历史发展中，山东大学形成了自己的学科优势和特色。特别是经过20世纪30年代和50年代在青岛办学时期的辉煌与发展，奠定了“文史见长”的学术特色，出现了一批在国内外享誉甚高的人文学者，以及像《文史哲》这样备受关注的学术阵地。2015年8月，学校成功举办了有“史学奥林匹克”之称的第22届国际历史科学大会，这是大会成立115年来首次走进亚非拉国家，创造了大会举办以来在注册参会国家数量、发展中国家历史学家参会人数和青年学者参会人数等多方面最高纪录。三校合并以来，新发展的金融数学、晶体材料、凝聚态物理、胶体界面化学、微生物、机械、材料学、心脑血管功能修复、新药制造、中国古典哲学等学科均达到国内一流水平，有些方向和领域已处在世界水平。

### 排名聲譽
山东大学在1997年进入国家“211工程”建设序列。2001年，被确定为国家“985工程”重点建设的高水平研究型大学。2017年9月，入选国家“双一流”世界一流大学建设高校（A类）名单。
根据2024年发布的软科世界大学学术排名（ARWU），山东大学位列世界大学第101-150名，中国大陆第14-22名。根据2025年发布的2025-2026美国新闻与世界报道(US News)世界大学排名，山东大学位列世界大学第238名。根据2025年发布的QS世界大学排名（QS World University Rankings 2026），山东大学位列世界大学第339名，中国大陆第18名。

## 校园文化

### 校训
学无止境，气有浩然
“学无止境”可以参考清人方东树《昭昧詹言·通论五古》：“学无止境，道无终极。”此处的“学”，不仅仅是指知识和技能的追求，更包含了道德情操和精神境界的追求。“气有浩然” 出自《孟子·公孙丑》：“我知言，我善养吾浩然之气。”所谓浩然之气，就是大义大德造就的一身正气，体现了孟子所指的“富贵不能淫，贫贱不能移，威武不能屈”的高尚品格。“学无止境，气有浩然”的新校训较之于此前所使用的“气有浩然，学无止境”，更加符合音韵平仄的要求，更加琅琅上口。

### 宗旨
为天下储人才，为国家图富强
“为天下储人才，为国家图富强”，源自1901年山东大学创办时的《山东大学堂章程》第三章第八节：“公家设立学堂，是为天下储人才，非为诸生谋进取；诸生来堂肄业，是为国家图富强，非为一己利身家。庶几所志者闳，而所成就者亦大，行之既久，非独可与各国学堂媲美，且骎骎乎复古学校之旧矣。”

### 校风
求实崇新
山东大学是近代中国最早按章程办学的高等学校，在创办时即注重实际、务求实效。1901年的《山东大学堂章程》第一章第一节提出：“实事求是，力戒虚浮”；第一章第七节提出：“大学堂首贵崇实”。“求新”出自《礼记·大学》：“苟日新，日日新，又日新。”求新即要与时俱进，发展社会文明，引领时代潮流，从而体现大学的本质特征。

### 校歌
《山东大学校歌》，创作于1962年10月，由时任山东大学校长、党委书记的成仿吾作词，作曲家郑律成谱曲。从2011年6月开始，学校文化委员会多次聘请专家学者对校歌歌词进行了集体修改。修改的歌词体现了学校的自然地理和人文环境，体现了学校的文化积淀、办学历史，宗旨、校训和校风。歌词形式上参照原歌词语言风格和结构，对应原曲谱的旋律特征，适宜铭记和传唱。
东临黄海，南望泰山，

这里是我们追求真理的乐园。

天行健，君子以自强不息；

薪火传，学子要与前贤比肩。

为天下储人才，放眼五洲；

为国家图富强，求索万年。

志向远大，气养浩然；

学无止境，不畏登攀。

奋斗啊，奋斗啊，为了中华民族崛起；

奋斗啊，奋斗啊，为了人类美好明天。

我们是崇实与求新的朝气勃发的青年！

### 社团
山东大学现有校级学生社团百余个，主要分为分为理论学习、社会服务、学术科技、文化艺术和体育运动五大类。
比较著名的社团有影视协会、自行车协会、学生心理协会、英语协会、演讲协会、天文爱好者协会、法学社、爱心协会、模拟联合国协会、自强社、白杨社、梅花桩协会、太极拳协会以及山东大学赛扶（SIFE）团队。其中，山东大学学生影视协会在宣传校园活动，展现山大校园文化等方面做出卓越贡献。

### 学术讲坛
学术讲坛是山东大学校园文化的重要组成部分。比较重要的学术讲坛有“恰同学少年”杰出青年论坛、海右博士生论坛、大家讲坛、小树林论坛、“人文纵横”论坛、“百年激扬”论坛和“稷下风”讲坛等等。

## 教师校友

### 教师

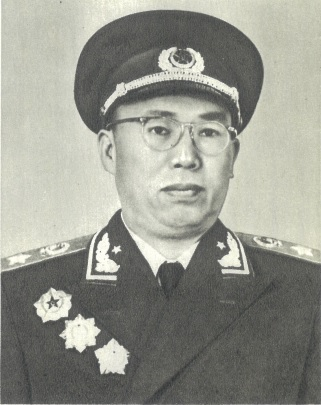
罗荣桓

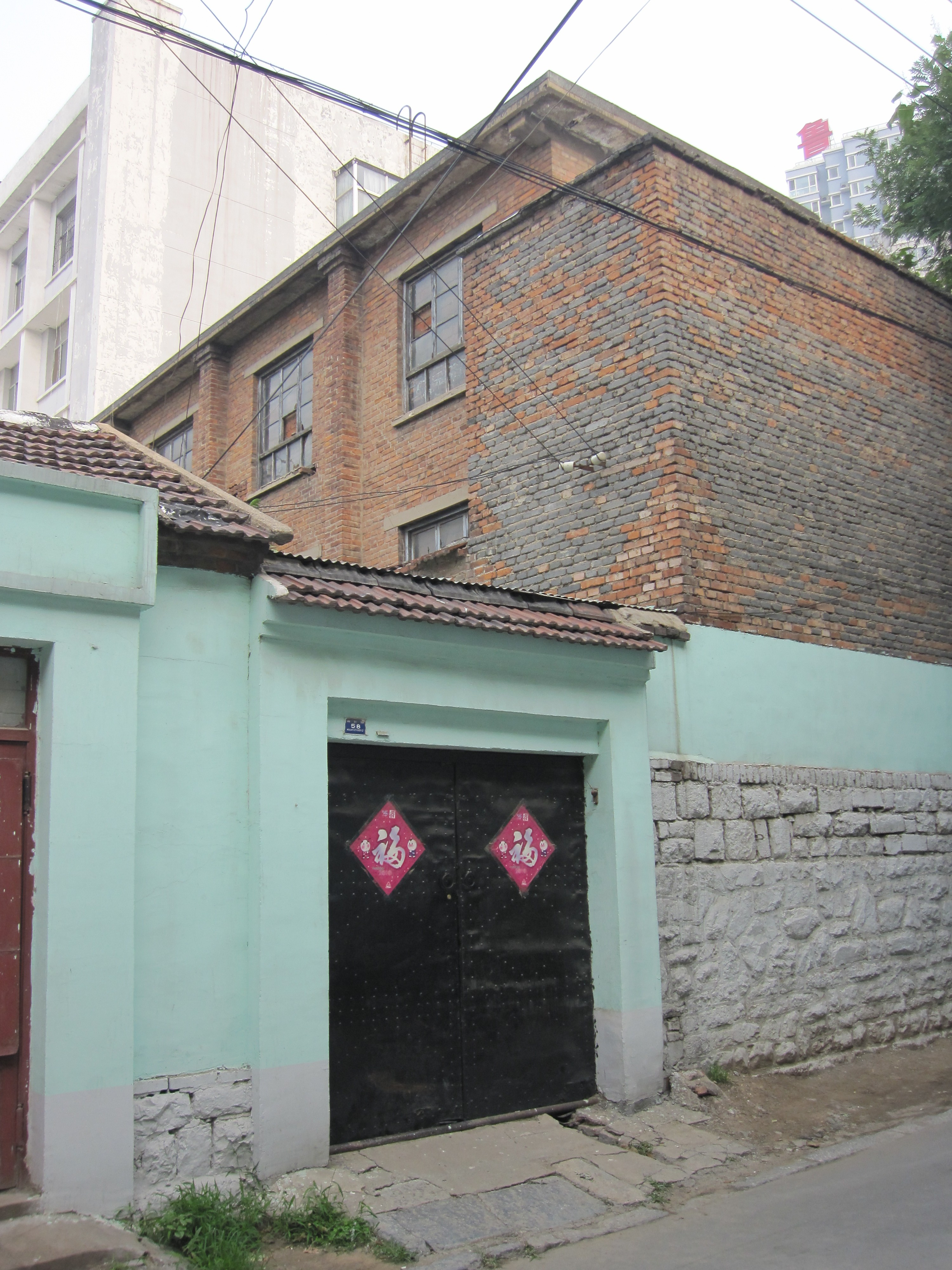
济南南新街58号老舍故居

闻一多

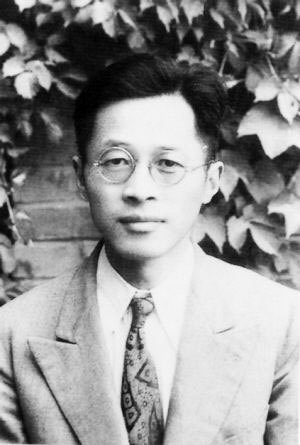
王淦昌

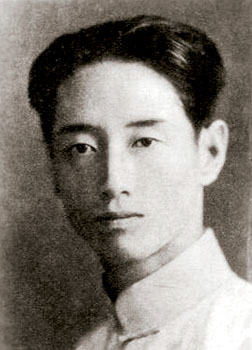
臧克家

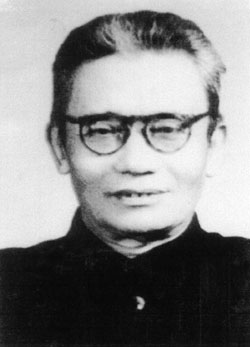
高亨

#### 两院院士
- 蒋民华：化学家。中国科学院院士。
- 邓从豪：化学家。中国科学院院士。
- 钱逸泰：化学家。中国科学院院士。
- 佟振合：化学家。中国科学院院士。
- 李玉良：化学家。中国科学院院士。
- 潘承洞：数学家。中国科学院院士。
- 彭实戈：数学家。中国科学院院士。
- 王小云：数学家。中国科学院院士。
- 王克明：物理学家。中国科学院院士。
- 陈子江：医学家。中国科学院院士。
- 李椿萱：力学家。中国工程院院士。
- 艾兴：机械学家。中国工程院院士。
- 王文兴：化学家。中国工程院院士。
- 张明高：电子学家。中国工程院院士。
- 方家熊：光学家。中国工程院院士。
- 吴以成：光学家。中国工程院院士。
- 李术才：力学家。中国工程院院士。
- 张运：医学家。中国工程院院士。
- 于金明：医学家。中国工程院院士。
- 宋微波：原生动物学家。中国工程院院士。
- 赵国平：分子微生物学家。中国工程院院士。

#### 知名教授
- 唐绍仪：政治家、外交家。
- 周学熙：教育家。山东大学首任校长（1901）。
- 徐镜心：政治家、革命家。
- 黄际遇：数学家、教育家、文学家、音韵文字学家、书法家。山东大学数学学科创建者。曾任理学院院长兼数学系主任，文理学院院长。
- 江清：生物化学家。曾任山东大学医学院院长。
- 孔祥柯：教育家、政治家、社会活动家。曾任山东大学校长（1913年—1916年）。
- 赵太侔：教育家。曾任山东大学校长（1932年9月—1936年6月，1946年2月—1949年6月）。
- 杨振声：教育家、作家。曾任山东大学校长（1930年9月—1932年9月）。
- 侯宝璋：医学家。
- 洪深：文艺理论家。曾任山东大学外文系主任。
- 王统照：文学家。
- 郝更生：体育教育家.曾任国立山东大学体育系系主任（1932年）。中国第一次申请参加奥运会的发起人。先后在美国哥伦比亚大学和麻州春田大学攻读土木工程和体育。
- 宋君复：体育教育家。麻州春田大学体育专业毕业。曾任国立山东大学体育系系主任（1932-1937、1946-1949）。曾任奥林匹克运动会中华民国代表团教练（1932、1936、1948）。
- 傅宝瑞：体育专家。曾任国立山东大学体育系体育部主任。曾参与奥林匹克运动会中华民国代表团的组织与培训（1932、1936）。
- 成仿吾：教育家和社会科学家。任山东大学校长兼党委书记（1958年7月—1966年）。
- 老舍：作家。
- 游国恩：文学史家。
- 闻一多：诗人、学者。曾任任山东大学文学院院长兼国文系主任（1930-1932年）。
- 沈福彭：人体解剖学专家。比利时布鲁塞尔大学医学博士（1939年）。国立山东大学医学院教授（1946-1956），先后任解剖科主任、附属医院院长。
- 何作霖：地质学家。中国科学院院士。1939年获因斯布鲁克大学博士学位。1946年任国立山东大学教授，创建地质矿物学系并任系主任，1951年兼任教务长。
- 高亨：训诂学、先秦学术中国古典文学及古文字学家。
- 冯沅君：文学家。
- 汤腾汉：药物化学家。曾任国立青岛大学任化学系系主任、理学院院长。
- 沈从文：作家、中国古典文学史家。
- 郑鹤声：历史学家、文献学家。
- 傅鹰：物理化学家。
- 童第周：胚胎学、发育生物学家。曾任山东大学副校长。
- 台静农：作家。
- 王普：物理学家。德国柏林大学博士。山东大学物理学科创建者。
- 罗荣桓：中华人民共和国元帅、军事家。
- 梁实秋：散文家、学者、文学評論家、翻译家。曾任国立山东大学外文系主任兼图书馆馆长。
- 华岗：教育学家、哲学家、史学家。曾任山东大学校长（1951年2月—1955年8月）。
- 陆侃如：文学史家。曾任山东大学副校长。
- 薛暮桥：经济学家。
- 臧克家：诗人。
- 刘先志：力学专家、教育局。德国哥廷根大学自然科学博士学位（1945年）。
- 萧涤非：古典文学专家、中国文学史家、世称杜甫研究权威。
- 郭贻诚：物理学家，加利福尼亚理工学院博士（1939，导师为诺贝尔物理学奖得主卡尔·戴维·安德森），曾任山东大学物理学系主任。
- 王淦昌：核物理学家，“两弹”元勋。
- 童书业：历史学家。
- 曾呈奎：海洋生物学家。曾任植物系系主任，水产养殖系首任系主任。
- 赫崇本：物理海洋学家、海洋科学教育家。1948年获加州理工学院博士学位。曾任山东大学海洋系系主任。
- 林绍文（1907－1990），福建漳州人，生物学家、海洋学家，中国水产学奠基人之一，曾任教于山东大学，并任生物系主任。
- 朱树屏（1907－1976），山东昌邑人，海洋生态学家、水产学家、教育家，世界浮游植物实验生态学领域的先驱。创建并任教于山东大学水产系。
- 孙鸿泉：中国耳鼻喉科事业的开拓者与奠基人之一。
- 杨向奎：历史学家。
- 吴富恒：文学家、教育家。哈佛大学荣誉博士（1982）。曾任山东大学校长（1978年12月—1984年6月）。
- 季羡林：国学大师.曾在山大附中学习。
- 丁履德：内燃机专家。曾任山东大学工学院院长（1950），山东工学院院长（1952-1972）。
- 王仲荦：历史学家。
- 蒋维崧：文字语言学家、书法篆刻家。
- 方春望：山东医学院院长，山东医科大学校长。
- 周廷冲：生化药理学家、毒理学家。
- 苏应宽：妇产科专家。
- 周明镇：中国古哺乳动物学奠基人
- 邓从豪：化学家，中国科学院院士。曾任山东大学校长（1984年6月—1986年11月）。
- 陈秉聪：农业机械设计制造专家。
- 艾兴：教育家、机械工程专家，中国工程院院士。
- 庞朴：历史学家、哲学家、文化史专家。
- 乔伟：法学家。曾任山东大学法律系主任，是山东大学法学院的创建者和奠基人之一。
- 潘承洞：数学家，中国科学院院士。曾任山东大学校长（1986年11月—1997年12月）。
- 莫言：作家，2012年获诺贝尔文学奖。
- 徐显明：法理学家。曾任山东大学校长（2008年11月—2013年10月）。
- 张荣：曾任山东大学校长（2013年10月—2017年7月）。
- 樊丽明：经济学家。曾任山东大学校长（2017年7月—2022年6月）。
- 李术才：岩土工程学家。中国工程院院士。山东大学校长（2022年6月—），被聘为长江特聘教授。
- 秦川：钢琴家。茱莉亚学院音乐学硕士、博士。
- 贝淡宁：政治学家，哲学家。曾任山东大学政治学与公共管理学院院长。

## 国际交流
山东大学是中国大陆最早开展国际交流活动的高校之一，现在已经与数十个国家和地区的百余所高校建立了紧密的合作交流关系，其中有美国马里兰大学、芝加哥大学，耶鲁大学，德国不来梅大学，英国曼彻斯特大学、巴斯大学、澳大利亚悉尼大学、日本东京大学、早稻田大学、新加坡国立大学、南洋理工大学等世界著名大学。山东大学来华留学生教育起步于20世纪50年代，是中国最早接受外国留学生和开展对外汉语教学的高校之一，自2000年三校合并以来，学校已累计培养来自100多个国家的各类外国留学生约12000名。同时山东大学还与各友好学校建立了多种联合培养和交换学习项目。
在威海校区，有山东大学与澳大利亚皇家墨尔本理工大学合作举办机械设计制造及其自动化专业本科教育项目、山东大学与澳大利亚国立大学合作举办计算机科学与技术专业本科教育项目、山东大学与澳大利亚西澳大学合作举办金融学专业本科教育项目以及山东大学澳国立联合理学院。在软件园校区，有山东大学与加拿大国家教育交流中心合作举办工程科学课程非学历高等教育项目。

## 附属设施
- 山东大学科技期刊社 （页面存档备份，存于）：《山东大学学报（理学版）》、《山东大学学报（医学版）》、《山东大学学报（工学版）》、《山东大学耳鼻喉眼学报》、《概率、不确定性与定量风险》、《隧道与地下工程灾害防治》、《当代泌尿外科》、《高置信计算》、《工程微生物学》、《急危重症医学》
- 《山东大学学报（哲学社会科学版）》编辑部
- 山东大学附属中学 （页面存档备份，存于）
- 山东大学图书馆 （页面存档备份，存于）
- 山东大学博物馆 （页面存档备份，存于）
- 山东大学出版社 （页面存档备份，存于）
- 山东大学校医院 （页面存档备份，存于）
- 山东大学齐鲁医院 （页面存档备份，存于）
- 山东大学第二医院 （页面存档备份，存于）
- 山东大学口腔医院 （页面存档备份，存于）
- 山东大学附属生殖医院 （页面存档备份，存于）